# Lucjan Rydel

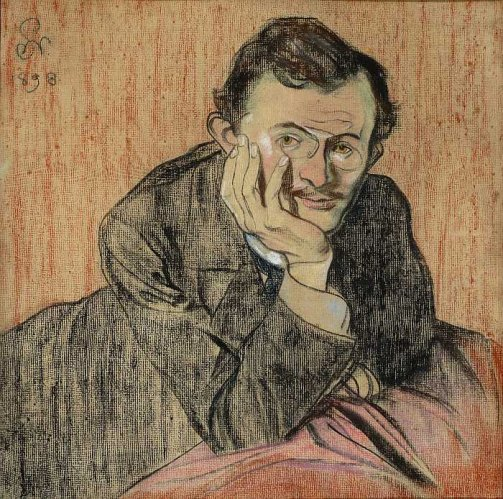
Chân dung Lucjan Rydel do Wyspiański sáng tác năm 1898

Lucjan Rydel hay Lucjan Antoni Feliks Rydel (17 tháng 5 năm 1870 tại Kraków - 8 tháng 4 năm 1918 tại Bronowice), là nhà viết kịch và nhà thơ Ba Lan thuộc phong trào Ba Lan trẻ.

## Đời sống
Lucjan Rydel có bố là Lucjan Rydel, bác sĩ phẫu thuật và bác sĩ nhãn khoa, giáo sư và Hiệu trưởng Đại học Jagiellonian ở Kraków, và mẹ là Helena Kremer.
Năm 1904, Lucjan Rydel viết và biên đạo vở kịch giáng sinh mang tên Betlejem polskie thể hiện lòng tôn trọng sâu sắc của ông đối với vùng nông thôn Ba Lan.

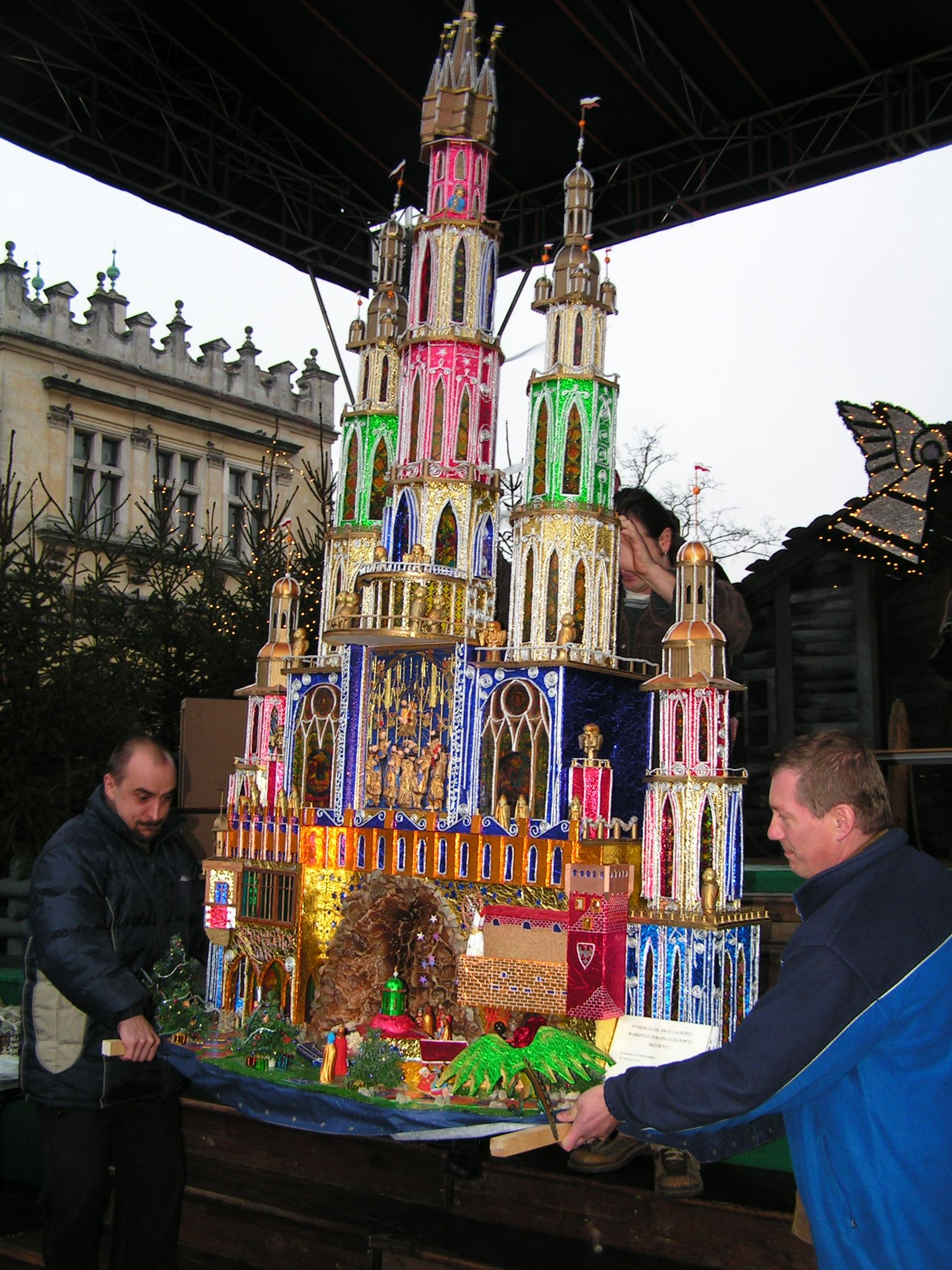
Szopka

Rydel làm giám đốc Nhà hát Juliusz Słowacki nổi tiếng ở Kraków từ năm 1915 đến năm 1916.
Nhà viết kịch Lucjan Rydel kết hôn với Jadwiga Mikołajczykówna, một cô gái nông dân từ vùng quê Bronowice. Đám cưới của hai người diễn ra tại Trang viên Rydlówka trên phố Tetmajera. Sự kiện này đã truyền cảm hứng cho người bạn của Rydel tên là Stanisław Wyspiański viết kịch bản bộ phim truyền hình nổi tiếng Ba Lan mang tên Wesele (Đám cưới)
Trang viên Rydlówka, nơi Rydel sinh sống, hiện nay là viện bảo tàng tái hiện lại phong trào Ba Lan Trẻ. Bảo tàng nằm ở ngoại ô Kraków.

## Vở kịch nổi tiếng
- Zaczarowane koło (1900)
- Betlejem polskie (1904)
- Ferenike i Pejsidoros (1909)
- Zygmunt August - trylogia dramatyczna (1912)